# Valerie Smith
Pour les articles homonymes, voir Smith et Valérie.
Valerie Smith (19 février 1956 - )  est une  professeure d'université afro-américaine, spécialiste de la littérature et de la culture afro-américaines. Après avoir été la doyenne de l'université de Princeton de 2011 à 2015, elle est la 15e présidente du Swarthmore College.

## Biographie
Née et élevée à Brooklyn, dans une famille d'enseignants, elle sort diplômée du Bates College en 1975 et de l'Université de Virginie . 

### Début de carrière
Elle enseigne à l'Université de Princeton de 1980 à 1989. Elle démissionne avec trois autres enseignants à la suite de l'affaire Thomas McFarland, un professeur de littérature mis en cause dans une affaire de mœurs, pour protester contre la sanction prononcée par l'université de Princeton qu'elle jugeait trop légère,. Valerie Smith rejoint alors l'Université de Californie à Los Angeles de 1989 à 2000. 

### Retour à Princetown
En 2001, Valerie Smith retourne à Princeton où elle est nommée directrice du programme d'études afro-américaines de l'université.
De 2006 à 2009, Smith exerce comme directrice du Centre interdisciplinaire d'études afro-américaines de Princeton qu'elle a fondé. En juillet 2011, elle est nommée doyenne de l'établissement, chargée du « programme de premier cycle, du système des colleges associés, des bureaux d'admission et d'aide financière »,. Durant ce mandat, elle élargit la diversité socio-économique des étudiants et crée un programme d'échange universitaire international .

### Présidence de Swarthmore
Après 23 ans à Princeton, elle est nommée présidente du Swarthmore College en juillet 2015 ; elle a été intronisée en octobre de la même année. Elle est la deuxième femme à occuper cette fonction après la professeure de théologie Rebecca Chopp (en) et la première, parmi les afro-américains .  
En septembre 2016, elle prend position lors un débat en faveur de l'accès à l'éducation supérieure en prison. Ayant elle même assisté à des échanges organisés entre un groupe d'étudiantes de sa faculté et un groupe de prisonniers incarcérés, elle constate que « les deux groupes ont l'occasion de découvrir l'autre comme un être humain et non comme un stéréotype. », tout en notant que
« Dans un monde idéal, tous les jeunes auraient accès à une scolarité qui leur offrirait une préparation académique rigoureuse et bien équilibrée, [...] leur donnerait confiance en leurs idées, en leur humanité et en autrui en favorisant des relations mutuellement respectueuses. ».
En 2017, elle lance une campagne pour susciter des dons, campagne intitulée « Changing Lives, Changing the World », avec pour objectif de collecter 450 millions de dollars. En juin 2020, l'université annonce avoir collecté 301 millions de dollars.
En avril 2019, des courriels datant de 2013 à 2016 de la fraternité Phi-Psi sont divulgués dans la presse étudiante. Ils font état de d'allégations misogynes, homophobes et racistes, d'insultes et de viols lors de soirées étudiantes bien arrosées. Les étudiants de Swarthmore College exigent de l'administration qu'elle expulse les fraternités des bâtiments qu'elles occupent sur campus, bien que les auteurs des courriels aient terminés leurs études depuis plusieurs années. Ils organisent l'occupation de la maison des Phi Psi jusqu'à ce que leur demande soit entendue.  Valérie Smith réagit en suspendant toutes les activités des fraternités sur le campus et en demandant une enquête externe. Quelques jours plus tard, deux fraternités étudiantes (dont celle mise en cause) annoncent alors leur auto-dissolution. L'université annonce l'interdiction des fraternités étudiantes sur le campus. Seule est maintenue temporairement la sororité Kappa Alpha Theta, sans que celle-ci soit autorisée à recruter de nouveaux membres.

## Vie privée
Smith vit à Swarthmore en Pennsylvanie. De 2004 à 2015, elle a été administratrice de son alma mater, le Bates College (2004-2015) .

## Récompenses et hommages
Valery Smith a obtenu des bourses de la Fondation Guggenheim et de la Fondation nationale pour les sciences humaines. En 2009, elle remporte le Prix du Président de Princeton pour la qualité de son enseignement . En 2016, l'Université baptiste de Hong Kong lui décerne un doctorat honoris causa en lettres. Elle prononce une leçon inaugurale intitulée « Education en arts libéraux : défis et perspectives ».

## Œuvres (sélection)
- (en-US) Amy Sillman, Lund Humphries publishers, coll. « Contemporary painters series », 2019 (ISBN 978-1-84822-297-7)
- (en-US) Valerie Smith et Toni Morrison, Toni Morrison: writing the moral imagination, Wiley-Blackwell, coll. « Blackwell introductions to literature », 2014 (ISBN 978-1-118-91769-5)
- (en-US) Not Just Race, Not Just Gender: Black Feminist Readings, Routledge, 2013, 192 p. (ISBN 978-1-135-20792-2, présentation en ligne)
- (en) African American writers, 2001 (ISBN 0-684-80638-X, 978-0-684-80638-9 et 0-684-80639-8, OCLC 44592597).
- (en-US) Self-discovery and authority in Afro-American narrative, Harvard University Press, 1991 (ISBN 978-0-674-80088-5 et 978-0-674-80087-8)
- (en-US) Harriet A. Jacobs (préf. Valerie Smith), Incidents in the life of a slave girl, Oxford Univ. Press, coll. « The Schomberg library of nineteenth-century black women writers », 1990 (ISBN 978-0-19-506670-8 et 978-0-19-505267-1)

### Traduction
- (en) Cet article est partiellement ou en totalité issu de l’article de Wikipédia en anglais intitulé « Valerie Smith (academic) » (voir la liste des auteurs).

### Articles liés
- Swarthmore College
- Université de Pinceton